# Joe Philbin
Joseph Philbin, né le 2 juillet 1961 à Springfield (Massachusetts), est un entraîneur américain de football américain. Depuis le 15 janvier 2016, il est l'entraîneur de la ligne offensive (offensive linemen) et l'adjoint de l'entraîneur en chef Chuck Pagano (en) des Colts d'Indianapolis. Durant sa carrière, il a notamment été entraîneur en chef de l'équipe des Dolphins de Miami. Depuis décembre 2018, Philbin est entraîneur en chef des Packers de Green Bay.

## Biographie

### Jeunesse
Fils de Paul et Mary Philbin, il est né à Springfield dans le Massachusetts. Joe Philbin fait ses études secondaires à la Longmeadow High School (en). Il effectue ses études supérieures à l'université Washington & Jefferson (en) de Washington en Pennsylvanie, où il obtient un diplôme en sociologie. Il réalise un Master en éducation dans l'administration à l'université de Tulane en 1986.

### Carrière d’entraîneur

#### Universitaire
De 1984 à 2002 Joe Philbin entraîne au niveau universitaire. En tant que coordinateur offensif, il aide l'équipe des Gators d'Allegheny de l'Allegheny College (en) à gagner le championnat universitaire de division 3 (en) en 1990. En 1998, l'université de Washington & Jefferson lui propose un poste d'entraîneur en chef qu'il refuse.

#### Packers de Green Bay
En 2003, Joe Philbin rejoint l'équipe des Packers de Green Bay. Pendant qu'il est coordinateur offensif (2007-2011), l'attaque des Packers est classée dans le top 10 de la NFL en termes de points marqués et de yards parcourus. Il remporte en 2010 le Super Bowl XLV avec les Packers. Il passe au total neuf ans à Green Bay.

#### Dolphins de Miami
Le 20 janvier 2012, Joe Philbin est nommé dixième entraîneur des Dolphins de Miami. À son arrivée à Miami, il déclare que l'équipe des Dolphins est une équipe constituée « d'un noyau fort autour duquel il faudra construire » et admire la « passion » des supporteurs, des joueurs et de la direction du club. Stephen M. Ross (en) propriétaire des Dolphins, déclare que Joe possède tous les attributs pour devenir l'entraîneur en chef de l'équipe. Durant son mandat d'entraîneur en chef, Joe cumule avec les Dolphins 24 victoires pour 28 défaites et aucune participation aux playoffs. Les Dolphins renvoient Joe Philbin le 5 octobre 2015 après un début de saison à 1 victoire pour 3 défaites. Les réactions de la part des médias et des fans sont favorables au départ de Joe car il est reconnu pour sa mauvaise gestion de jeu et des temps morts qui entraînent de nombreuses défaites. À la suite du départ de Joe, l'entraîneur des tight ends Dan Campbell devient entraîneur en chef intérimaire.

#### Colts d'Indianapolis
Le 15 janvier 2016, les Colts d'Indianapolis annoncent le recrutement de Joe Philbin au poste d'entraîneur de la ligne offensive et comme adjoint de l'entraîneur en chef, via le blog de l'équipe. Il remplace Hal Hunter (en), qui a été renvoyé à la fin de la saison 2015.

## Packers de Green Bay
En janvier 2018, Philbin est recruté par les Packers en tant que coordinateur offensif, poste qu'il a déjà occupé entre 2007 et 2011.
Le 2 décembre 2018, les Packers perdent 17-20 contre les Cardinals de l'Arizona, une équipe avec un maigre bilan de 2 victoires en 11 rencontres. L'entraîneur principal des Packers, Mike McCarthy, est limogé et remplacé à titre intérimaire par Philbin.